# Tears to Tiara
Tears to Tiara (яп. ティアーズ・トゥ・ティアラ Тиадзу то Тиара, Расколотая Тиара) или «Слёзы Тиары» — серия тактических ролевых игр, выпущенная компанией Leaf. Первая игра в жанре эроге была выпущена 28 апреля 2005 года в Японии. Поздние версии игры были выпущены для возрастной категории с 12 лет в Японии, Гонконге и Тайване, в которых было убрано содержание эротического характера.
17 сентября 2009 года была выпущена игра для PlayStation 3 под названием Tears to Tiara: Kakan no Daichi (яп. ティアーズ・トゥ・ティアラ -花冠の大地- Тиадзу то Тиара: Какан но Даити, Tears to Tiara: Earth's Wreath), которая содержит многие усовершенствования геймплея, дополнительные сценарии, новые и изменённые персонажи из предыдущих геймплеев.
На основе сюжета игры для PlayStation 3 был выпущен аниме-сериал студией White Fox, всего выпущено 26 серий аниме. Сериал транслировался по телеканалу Chiba TV с 6 апреля по 28 сентября 2009 года.

## Сюжет
Игра основана на валлийской, кельтской, христианской и римской мифологиях. Главные герои носят имена известных личностей и божеств, таких как Араун, Рианнон, Артур, Эпона, Пуйл, Ллур и Талиесин.
По сюжету игры и аниме действия разворачиваются в железном веке, известном как век людей, которому предшествовали век эльфов, век гигантов, век драконов, бронзовый век, серебряный век и золотой век.
В деревню племени галлов прибывает имперский священник Дворк, который силой забирает молодую жрицу Рианнон, чтобы принести её в жертву для воскрешения короля демонов Арауна. Артур, брат Рианнон и первый воин племени, узнаёт о похищении и отправляется спасать сестру. Во время ритуала священник пробуждает Арауна, в то время как Артур прибывает на место событий. Сам Араун оказывается не таким, каким его представляли, наоборот, он помогает Рианнон прийти в себя, а самого священника убивает. Рианнон в знак благодарности объявляет себя женой Арауна и тот становится новым вождём племени галлов. Артур сначала категорически против, но впоследствии признаёт нового вождя. Священная империя, узнав о том, что король демонов пробудился и стал частью галлов, решила отправить войска, чтобы уничтожить и племя и Арауна. Однако тот отправляется жить с вверенным ему племенем на остров Авалон, где когда-то находилось его королевство, которое, благодаря магии, не подверглось разрушению временем. Здесь галлам предстоит обороняться от имперской армии, а потом и спасать мир, который намереваются уничтожить 12 ангелов.

## Игры
Игра для ПК была выпущена кампанией Aquaplus для взрослой аудитории. Музыкальное сопровождение к игре:
- Открытие
- Tears to Tiara исполняет: Ариса Накаяма
- (яп. Tears to Tiara -凱歌) исполняет D-Terada
- Концовка
- Until исполняет: Ариса Накаяма

Новая версия игры выпущена для PlayStation 3 под новым названием  (яп. ティアーズ・トゥ・ティアラ -花冠の大地- Тиадзу ту Тиара: Какан но Даити, Tears to Tiara: Earth’s Wreath) и рейтингом CERO: B 17 июля 2008 года. Были выпущены две версии игры: ограниченное издание стоило 9,240 йен, а простое — 7,140 йен. Игра содержит дополнительные сценарии, 3D геймплей и другой дизайн персонажей по сравнению с версией для ПК.
Ограниченная версия тиража игры с измененными дизайном персонажей и раскадровками получила другое название — Tears to Tiara — Visual Works. Также вышел саундтрек к оригинальной игре. Можно было также сделать предварительный заказ игры, который включал в себя бонусные дополнения, набор наклеек и CD под названием  (яп. ティアーズ・トゥ・ティアラ ラジオ Vol.0 Tears to Tiara Radio Vol.0), в котором записаны системные голоса и голоса персонажей, озвученные Тору Окавой, Юко Гото и Макото Исии.
В игре также появляется новый персонаж Лидия, озвученная Миюки Савасиро. Названия открытия и концовки — haunting melody и memory, исполняемые Рэной Уэхарой.
Также на официальном блоге страницы создателей было объявлено, что будет выпущена игра под названием Tears to Tiara Anecdotes: The Secret of Avalon (яп. ティアーズ・トゥ・ティアラ外伝 -アヴァロンの謎- Тиадзу ту Тиара Гаиден: Абарон но Надзо) для PlayStation 3, где за основу сюжета будет взят «Гайдан», другая сюжетная линия истории. Здесь появится новый персонаж Децимус, озвученный Ватару Хатано.
Новая игра TEARS TO TIARA ANECDOTES была выпущена 17 сентября 2009 года для платформы PlayStation 3. Как и в предыдущей игре, были выпущены 2 версии: ограниченная и простая версия игры. Ограниченная версия стоила 8,379 йен, тогда, как простая версия — 6,825 йен.
Обе версии игры были также выпущены для Playstation Portable.
Анонс продолжения игры под названием TEARS TO TIARA для PlayStation 3 был объявлен компанией AquaPlus. Действие происходит в том же мире, что и в предыдущих играх, однако дизайн главных персонажей был переработан Татами Хондзё.
Геймплей
Геймплей разных игровых версий очень сильно отличается. Если в версии для ПК боевые сцены происходят в режиме реального времени, то в версии для PlayStation 3 идёт пошаговая стратегия.
В обеих версиях игрок и враг (компьютер) управляют персонажами разных классов, таких как маги, лучники и воины.
Помимо сражений, игрок смотрит 2D-ролики, схожие с типичным жанром визуального романа, в которых рассказывается сюжет игры.
Английская версия
31 декабря 2008 года компания Dakkodango объявила о выходе патча английской версии игры для ПК. Однако переведены были только тексты в игре, озвучивание же персонажей осталось нетронутым.

## Аниме
Аниме сериал был создан на основе сюжета игры для PlayStation 3. Работу над анимацией взяла на себя студия White Fox, а комитетом производства серий стала компания T3Works.
Сериал начал впервые транслироваться в Японии с 6 апреля 2009 года в 13.35 часов по местному времени. Одновременно по международному телеканалу Animax Asia на английском языке сериал транслировался на территории всей Юго-Восточной Азии в 13.35 часов по местному времени.
Это также самая быстрая в истории премьера аниме за пределами Японии. 20 марта 2009 года была официально выпущена версия аниме для Малайзии с оригинальной озвучиванием и английскими, малайскими субтитрами, которая стала первой в своём роде.
В аниме-сериале для озвучивания персонажей использовали тех же актёров, что и для игры для PlayStation 3. Так, например, Тору Окава, Юко Гото и Макото Итии озвучивают главных героев Арауна, Рианнон и Артура.
Открытие и концовку сериала под названием Free and Dream и True Sky, Blue Sky исполнили Суара и Аира Юки. Оба сингла выпущены 22 апреля 2009 года студиями King Records и Bandai Visual. Также в 17-й серии аниме появляется дополнительный трек Until, который исполняет Рэна Уэхара. Оригинальные саундтреки к аниме композитора Такаюки Хаттори вышли официально 24 июня 2009 года и содержали в основном фоновую музыку и музыкальные концовки.
Первая часть изданий аниме на DVD и Blu-ray вышла в продажу 17 июня 2009 года, после чего следующие части выпускались каждый месяц компанией Pony Canyon. На крышке первого издания изображён Араун с Рианноном, на крышке второго издания — Артур и Морган.
Ограниченная версия первого и второго издания включает цветные комиксы из 20 страниц, постер-наклейку и кусок корпуса. Также первое издание включает в себя отдельные интервью с создателями аниме: Томоки Кобаяси, Тору Окава, и Токо Масидой.
Компания Sentai Filmworks планировала выпускать аниме на территории США, но дистрибьютором стала молодая компания Section23 Films. Первая часть серий была вышла 24 ноября 2009 года. Вторая часть вышла 26 января 2010 года. В том же году сериал был переиздан компанией Sentai Filmworks с английским дублированным переводом.
19 октября компании Sentai Filmworks и Section23 Films выпустили аниме-сериал на DVD и Blu-ray с английским дублированным переводом.

## Манга
Манга за авторством Сиромэцукусы, который также создал мангу на основе аниме Fate/stay night, выходила в ежемесячном журнале Monthly Comic Alive в 2009 и 2010 годах. Манга начала выпускаться со второго номера журнала 2009 года. Первый том манги был выпущен 23 июня 2009 года компанией Media Factory как часть серии MF Comics Alive под книжным номером ISBN 978-4-8401-2581-9.

## Список персонажей

Cлева направо: Араун, Рианнон, Артур и Морган

Слева направо: Октавия, Лимврис, Эрмин и Когам

Слева направо: Эпона, Лир, Рафи и Тальесин

Слева направо: Гаиус и Лидия

Араун (яп. アロウン Араун)
Сэйю: Тору Окава
Один из главных героев истории. Известен как легендарный король демонов. Он спал в гробу более 1000 лет, пока его не пробудил священник Дворк, который намеревался принести Рианнон в жертву. Но вместо этого Араун спас девушку и убил священника. Та в знак благодарности объявила его своим мужем и вождём племени галлов. Однако Араун пробудился раньше нужного срока, по этой причине его тело пока очень слабое и по силе не превосходит человеческого. На самом деле Араун вовсе не демон, хоть и бессмертен, а падший ангел. Он был рождён как 13-й и «лишний» ангел, получив имя Люцифер от отца Мирдина. Мирдин же открыл ему глаза на то, что стремление 12-ти ангелов породить мир на земле — лишь иллюзия, так как они действуют по принципу «сильнейший убивает слабого». После смерти Мирдина Люцифер становится 12-м ангелом, но восстаёт против остальных ангелов и отправляется на землю. В знак того, что Араун стал падшим ангелом, его одежда приобрела чёрный цвет. Он стал заботится о Примуле, девочке, которая выжила после экспериментов ангелов. Позже Араун знакомится с королём эльфов Пуйлом и помогает ему спасти королевство, которое собирались уничтожить ангелы, но умирает (то есть впадает в многовековую спячку).
Рианнон (яп. リアンノン Рианнон)
Сэйю: Юко Гото
Жрица племени галлов и сестра Артура. Как далёкий потомок эльфов, которые стали частью племени, она обладает магической силой: может предсказывать будущее по звёздам, лечить раны и создавать барьерные щиты. После того, как Араун её спасает, она решает стать его женой. Является реинкарнацией Примулы, которая известна как родоначальник свободного человеческого рода, поэтому иногда может входить с ней в духовный контакт. По утверждениям многих персонажей, Рианнон похожа на эльфийку.
Артур (яп. アルサル Арусару)
Сэйю: Макото Исии
Первый воин галлов и брат Рианнон. Он не обладает никакими волшебными способностями, но очень хорошо владеет мечом. На его глазах его отца когда-то убил ангел. Сначала Артур категорически не признавал Арауна, но позже становится его верным другом. Очень предан воинским идеалам, и при вопросе, зачем Артур так поступает, он отвечает, что это вопрос чести воина. Однако он очень прямолинеен и недальновиден из-за чего однажды совершил фатальную ошибку, недооценив силу врага. По словам Октавии, его стиль боя очень грубый из-за чего он быстро устаёт. Когда Араун после исполнения мощного заклинания временно приобрёл облик чистого ангела, Артур ошибочно решил, что именно он когда-то убил отца и в порыве гнева заколол Арауна мечом, после чего сбежал. Для того, чтобы искупить свою вину, он призвал на помощь соседнее племя, в то время когда на галлов нападали имперские войска. В конце истории он становится королём Авалона. По словам Арауна, Артур очень похож на короля эльфов Пуйла.
Морган (яп. モルガン Моруган)
Сэйю: Май Накахара
Член племени галлов. Несмотря на то, что она девушка, ведёт себя как типичный сорванец. Очень вспыльчивая и глупая; так, например, говорит или действует, не подумав прежде, чем всегда ставит остальных в неудобное положение. Впервые напала на Арауна, но через миг потерпела поражение, после чего решила стать его второй женой. Намерена отобрать у Артура звание первого воина. Очень хорошо владеет луком, может очень быстро и метко стрелять из него. Она — единственная женщина, которая принимает участие в охоте, пьянках и носит откровенный костюм. Долгое время искала реликвию, которую, по её словам, отобрала империя, но вскоре узнала, что это был лишь красный коралл, который обладает лечебными свойствами, хоть и очень ценный. Дедушка сделал из него белый порошок, чтобы вылечить Морган.
Октавия (яп. オクタヴィア Окутавиа)
Сэйю: Риэ Танака
Бывший член имперской армии. Очень предана воинским идеалам. С самого детства училась орудовать мечом. Она вместе с полком отправилась искать галлов, но из-за невежества командира, полк был полностью разгромлен. Позже тот же командир из мести за то, что Октавия доложила о его действиях верхушке, решил сразиться с ней в гладиаторской поединке не на равных условиях. Тогда ей помогла Морган, и они вместе одержали победу. Морган проговорилась, что она из племени галлов. Однако позже на острове Авалон, где имперцы разбили лагерь, её заперла в ящик Лидия, возненавидевшая её после того, как та победила её в дуэли. Однако в этот момент галлы совершили набег на лагерь и разграбили палатки, забрав ящик с Октавией внутри. Там она выбралась и была принята галлами как гостья. Позже Октавия решает присоединиться к галлам для борьбы с империей. По её словам, она осознавала какой грязной политикой занималась империя и стремилась приблизиться к политической верхушке, чтобы изменить их в лучшую сторону.
Лимврис (яп. リムリス Римурису)
Сэйю: Ами Косимидзу
Домовой эльф и старшая сестра Эрмин, которая занимается домохозяйством в замке Авалон. Очень любит устраивать чаепития и печь яблочные пироги. Влюблена в Арауна. Научила Рианнон делать печённые яблоки. Заботится о яблонях.
Эрмин (яп. エルミン Эрумин)
Сэйю: Ай Симидзу
Домовой эльф и младшая сестра Лимврис. Занимается домохозяйством с ней и заботится о садах замка. Позже становится одной и жён Арауна. Рисует детские картинки со сражениями, комментируя их одной и той же фразой «Удар удар, враги побеждены».
Огам (яп. オガム Огаму)
Сэйю: Ёсукэ Акимото
Верный помощник Арауна, следующий всегда за ним. Очень часто Араун просит его дать совет. Обладает мощной магической силой. Хотя выглядит как старик, живёт уже многие тысячелетия. Позже Артур узнаёт, что он дракон. Его родина была когда-то уничтожена, когда на неё упала вторая луна. Был когда-то другом Мирдина, отца Арауна. Вместе с Арауном когда-то воспитывал Примулу и выплавлял ей слова из сахара, если она их правильно читала.
Эпона (яп. エポナ Эпона)
Сэйю: Киёми Асай
Эльф, занимающийся всё время торговлей в крупных городах. Всегда из любого хлама пытается найти что-то, что можно продать. Также при любой возможности пытается продать вещи со скидкой главным героям или делает это рефлекторно. Не обладает особыми способностями, но очень красиво поёт ночью. Когда-то давно её во время пения встретил маленький Тальесин. Позже, когда он встретил Эпону во дворце Авалона, он влюбился в неё, так как уже тогда почувствовал, что это она и есть.
Лир (яп. スィール Суиру)
Сэйю: Каори Надзука
Морской эльф. Прибыла из моря на берег Авалона, когда галлы добывали крабов, чтобы поприветствовать самого Арауна. Когда она общалась с другими, Араун нашёл шкуру тюленя и бросил её в костёр, чтобы он разгорелся. Позже выяснилось, что без этой шкуры Лир никогда не сможет вернуться в море и поэтому Араун взял на себя обязанность стать её будущем мужем. Она очень хорошо владеет водной магией, но не умеет заниматься домашним хозяйством: так она всё время пытается подоить коров, но только забрызгивается молоком. Очень глупая; так, когда ей в шутку сказали, что у неё от вкусного пирога щёки отвалились, она поверила на слово и впала в панику.
Рафи (яп. ラスティ Расути)
Сэйю: Юка Мисаки
Лесной эльф. Она скрывает свой женский пол и одевается мальчиком. Орудует огромной кувалдой. Впервые появляется во время гладиаторских боев, где побеждает орка. После того, как узнаёт, что Араун — «король демонов», следует за ним. Умеет ковать из железа: её любимая работа делать котелки, а Араун настаивает, чтобы она делала оружие.
Тальесин (яп. タリエシン Тариэсин)
Сэйю: Рэй Такатори
Известен также, как Минстрель, а также вождь племени бригантов. Впервые встретил галлов и главных героев, когда они пошли на охоту. Какое-то время был на стороне имперской армии, но после того, как Артур убедил его сражаться на их стороне, отправляет своё племя для борьбы с имперской армией. Очень красиво играет на арфе, как правило, в обмен на небольшой подарок. Когда-то давно, заблудившись в лесу, Тальесин встретил поющего эльфа. Он долгое время не хотел становиться новым вождём племени, так как по пророчеству новый вождь нарушит запрет божий, из-за чего попадёт в ад и его пожрёт чудовище. Он пожертвовал собой, вызвав лавину, чтобы уничтожить чёрных рыцарей, но позже выясняется, что его спасли драконы, а за ним стал следовать детёныш дракона.
Дворк (яп. ドルウク Доруку)
Сэйю: Сита Окури
Верховный священник империи. Он был послан, чтобы наложить дополнительную печать на гробницу Арауна. Вместо этого, он воскрешает Арауна, желая стать в обмен новым правителем мира. Вскоре был убит самим Арауном. В конце истории его воскрешают ангелы, после чего он вступает в бой с Артуром. Позже он превращается в монстра, но благодаря песни Рианнон исчезает.
Гаиус (яп. ガイウス Гаиусу)
Сэйю: Кэн Акирэсу
Генерал армии священной империи. Очень предан воинским идеалам. Долгое время пытался напасть на галлов, но терпел всё время поражение. Мечтал захватить Авалон, веря в то, что так он сможет стать новым императором священной империи. Позже удача улыбнулась ему и Гаиус вместе со своей армией по очереди разрушил стены Авалона. Однако после того, как на помощь пришло племя бригантов, войска империи снова стали терпеть поражение. Сам Гаиус был смертельно ранен во время битвы с Артуром и перед смертью попросил, чтобы Артур отпустил оставшиеся войска. Артур исполнил его желание.
Лидия (яп. リディア Ридиа)
Сэйю: Миюки Савасиро
Воин священной империи. Носит красный костюм, как символ правосудия империи, которая призвана уничтожать врагов. Ненавидит Октавию за то, что та когда-то победила её в дуэли. По словам Лидии, если бы она не вступила в армию, то сошла бы давно с ума. После чего она обманом затащила Октавию в ящик и надругалась над ней. Однако в этот день галлы совершили набег на лагерь и забрали ящик с Октавией. Позже выясняется, что Октавия и Лидия были лучшими друзьями детства во время императорского обучения. Умерла от смертельной раны, оставленной Октавией во время битвы.
Мирдин (яп. ミルディン Мирудин)
Сэйю: Мицуру Огата
Он когда-то был одним из 12-ти ангелов и начал обучать молодого Арауна. Имеет старую внешность, так как долгое время совершал много вещей против своей совести. Долго пытался убедить, что настоящий мир, это когда сильные защищают слабых, тогда как остальные ангелы придерживались принципа, что всё несовершенное должно быть истреблено. Он нарушил запрет ангелов и дал человеческой девочке огонь. Спас мир от холода, пожертвовав собой.
Пуйл (яп. プィル Пуиру)
Сэйю: Коцуо Нисидзима
Последний легендарный король эльфов и друг Арауна. Он верил в благонамеренность ангелов и творца. Однако позже объединяет свою армию для борьбы с небесами и одерживает победу.
Примула (яп. プリムラ Пуримура)
Сэйю: Макото Исии
Человеческая девочка, которая выжила после ледникового периода. Также первый человек, который получил дар речи, так как до этого люди могли лишь произносить молитвы ангелам. Её спас Мирдин, дав ей огонь. После этого ангелы сделали так, чтобы она перестала думать и лишь восхваляла имя господ. Араун освободил её от этого заклятия и вместе с Огамом научил говорить и читать.

## Терминология
- Люди

Самая распространённая и молодая раса в мире. Когда-то давно людей было очень мало и кроме молитвы к ангелам и богу они не могли ничего произносить. Сами же ангелы использовали людей для своих экспериментов. Примула, также известная как родоначальница людского рода, будучи маленькой девочкой, получила в дар от ангела Мирдина огонь. Араун и Огам обучили её говорить и читать.
- Эльфы

До того, как люди стали осваивать землю, самая развитая цивилизация принадлежала эльфам, пока она не была уничтожена небесами. Эльфы, внешне не отличимые от людей, живут в десятки раз больше человека, также многие из эльфов обладают магическими способностями. Например, лесные эльфы обладают огромной физической силой, а водяные эльфы могут жить под водой. Распространена особая фраза, которая образно отличает людей от эльфов: «Если человек смеётся днём, то эльф поёт ночью». Сами эльфы недолюбливают людей, утверждая что у них очень «агрессивная аура».
- 12 ангелов

Это ангелы, которые правят миром, подчиняясь непосредственно самой воле единого Бога Ватоса. Их главная цель — создать идеальный и совершенный мир, для этого они создали множество существ. Ангелы действуют по принципу: сильный пожирает слабого, совершенство уничтожает отбросы. Так они множество раз уничтожали цивилизации, объясняя это тем, что ничто пока не достигло совершенства. При этом всем существам ангелы внушают, что они есть абсолютное добро, чтобы им возносили молитвы и хвалу.

## Список серий аниме
| #  | Название                                            | Дата выхода       |
| -- | --------------------------------------------------- | ----------------- |
| 1  | Воскресение короля демонов «Мао Фуккацу» (魔王復活) | 5 апреля, 2009    |
| 2  | Люди чести «Сэйяку но Тами» (誓約の民)              | 12 апреля, 2009   |
| 3  | Отправление «Табидати» (旅立ち)                     | April 19, 2009    |
| 4  | Авалон «Аварон» (アヴァロン)                        | 26 апреля, 2009   |
| 5  | Лондиниум «Рондиниуму» (ロンディニウム)             | 3 мая, 2009       |
| 6  | Безжалостная долина «Хидзё но Тани» (非情の谷)      | 10 мая, 2009      |
| 7  | Колизей «Короссэо» (コロッセオ)                     | 17 мая, 2009      |
| 8  | Рубрум «Рубуруму» (ルブルム)                        | 24 мая, 2009      |
| 9  | Нападение «Сугэки» (襲撃)                           | 31 мая, 2009      |
| 10 | Благородный мечник «Кэдакаки Кэнси» (気高き剣士)    | 7 июня, 2009      |
| 11 | Реквием «Тинконка» (鎮魂歌)                         | 14 июня, 2009     |
| 12 | Угроза Империи «Тэикоку но Куои» (帝国の脅威)       | 21 июня, 2009     |
| 13 | Бригантес «Буригантэсу» (ブリガンテス)              | 28 июня, 2009     |
| 14 | Белый призрак «Сиро но Сэирэи» (白の精霊)           | 5 июля, 2009      |
| 15 | Кандид «Кандидо» (カンディド)                       | 12 июля, 2009     |
| 16 | Причина сражаться «Татакау Рию» (戦う理由)          | 19 июля, 2009     |
| 17 | Для друзей «Томо но Тамэ ни» (友のために)           | 26 июля, 2009     |
| 18 | Возвращение «Кикан» (帰還)                          | 2 августа, 2009   |
| 19 | Дитя ночи «Ёру но Кодомо» (夜の子供)                | 9 августа, 2009   |
| 20 | Люцифер «Рукифэру» (ルキフェル)                     | 16 августа, 2009  |
| 21 | Песня начала «Сёгэн но Ута» (初源の歌)              | 23 августа, 2009  |
| 22 | Дурнвун «Данвин» (ダーンウィン)                     | 30 августа, 2009  |
| 23 | Палладиум «Рарадиуму» (パラディウム)                | 6 сентября, 2009  |
| 24 | Гравитас «Гуравитасу» (グラヴィタス)                | 13 сентября, 2009 |
| 25 | Меркадис «Мэрукадису» (メルカディス)                | 20 сентября, 2009 |
| 26 | Силы слов «Тикара но Котоба» (力の言葉)             | 27 сентября, 2009 |

## Товар
Компанией Kotobukiya были выпущены серии фигурок с изображением Рианнон, Октавии и Эрмин. Кроме того на официальном сайте было объявлено, что появится возможность купить фигурки в стиле нэндороид с изображением Рианнон и Арауна, выпущенные компанией Good Smile Company. Желающие получить фигурки также могут сделать предзаказы. Средняя цена за каждую фигурку составляет 3,500 йен. Дизайнер скульптуры Рианнон — Кадзуоси Удоно, а Арауна — Рэйти Ито.
Также состоялся анонс коллекционной карточной игры, основанной на играх Tears to Tiara. Официальное название игры ещё не объявлено.